# شاريت (كيبك)
شاريت (بالإنجليزية: Charette, Quebec)‏ هي بلدية محلية في كيبيك تقع في كندا في Maskinongé Regional County Municipality.  يقدر عدد سكانها بـ 993 نسمة ومساحتها 42.20 كم2 .

## أعلام
- جان بول دايموند